# گاما اژدها
گاما اژدها (به انگلیسی: Gamma Draconis) که نام‌گذاری بایر آن (γ Dra, γ Draconis) است یک ستاره است که در صورت فلکی اژدها قرار دارد. این ستاره با قدر ۲٫۴، با وجود گاما بودنش از نظر اندازه در واقع درخشان‌ترین ستاره در صورت فلکی اژدها است. گاما اژدها نزدیک به نیم قدر از هم فلکی خود ستارهٔ بتا اژدها روشن‌تر است. به خاطر نزدیکی این سباره به نقطه اوج یا سرسو که به طور مستقیم در بالای شهر لندن است این ستاره را ستارهٔ اوج هم می‌گویند. در جاهای دیگر که گاما اژدها درست بالای سر قرار نمی‌گیرد پیداکردن این ستاره در آسمان شب کاری به نسبت آسان است. اگر یک نفر ستاره ی وگا را پیدا کند، التانین که ستاره ای سرخ است درست در شمال، یا در شمال غربی گاما اژدها است.